# Метт Сімпсон (тенісист)
Метт Сімпсон (англ. Matt Simpson; нар. 10 серпня 1984) — колишній новозеландський тенісист.
Найвищу одиночну позицію світового рейтингу — 901 місце досяг 23 червня 2008, парну — 754 місце — 21 Apr 2008 року.

## Фінали ITF Ф'ючерс

### Парний розряд: 7 (1–6)
| Результат | В-П | Дата     | Турнір                      | Покриття | Партнер       | Суперники                        | Рахунок          |
| --------- | --- | -------- | --------------------------- | -------- | ------------- | -------------------------------- | ---------------- |
| Поразка   | 0–1 | Тра 2007 | Болгарія F1, Софія          | Ґрунт    | Пірмін Гаенле | Карл Берґман Даніель Кумлін      | 4–6, 7–6(4), 3–6 |
| Перемога  | 1–1 | Лют 2008 | Таїланд F1, Nonthaburi      | Тверде   | Рубін Стейтам | Тацума Іто Кондо Хірокі          | 6–4, 6–1         |
| Поразка   | 1–2 | Чер 2009 | Туніс F1, Хаммамет          | Ґрунт    | Джошуа Кроу   | Валеріо Каррезе Маттео Віола     | 6–2, 2–6, [9–11] |
| Поразка   | 1–3 | Жов 2009 | Таїланд F5, Накхонратчасіма | Тверде   | Вільям Ворд   | Харрі Хеліовара Роман Єбави      | 2–6, 2–6         |
| Поразка   | 1–4 | Лис 2009 | В'єтнам F1, Біньзионг       | Тверде   | Вільям Ворд   | Кіраті Сірібутвонґ Рубін Стейтам | 4–6, 0–6         |
| Поразка   | 1–5 | Вер 2012 | Італія F25, Трієст          | Ґрунт    | Пірмін Гаенле | Енріко Фйораванте Маттео Воланте | 4–6, 1–6         |
| Поразка   | 1–6 | Вер 2012 | Німеччина F17, Діттельбрунн | Килим    | Пірмін Гаенле | Нікола Чачиц Адріан Сікора       | 2–6, 3–6         |